# 滇西百蕊草
滇西百蕊草（学名：Thesium ramosoides）为檀香科百蕊草属下的一个种。

## 扩展阅读
維基物種上的相關：滇西百蕊草